# مردی در آشپزخانه
مردی در آشپزخانه (انگلیسی: Man in the Kitchen؛‏ کره‌ای: 밥상 차리는 남자) یک مجموعه تلویزیونی محصول کره جنوبی سال ۲۰۱۷ با بازی سویونگ، اون جو وان، سو هیو ریم و پارک جین وو است. این مجموعه از ۲ سپتامبر ۲۰۱۷، روزهای شنبه و یکشنبه ساعت ۲۰:۴۵ تا ۲۲:۰۰ (کی‌اس‌تی) از ام‌بی‌سی پخش شد. سپس از ۱۲ نوامبر ۲۰۱۷ تا ۱۸ مارس ۲۰۱۸، یکشنبه‌ها دو قسمت در روز ساعت ۲۰:۴۵ تا ۲۳:۰۰ (کی‌اس‌تی) پخش شد.

## بازیگران

### اصلی
- سویونگ در نقش لی رو ری[۲]
  - چوی یو ری در نقش جوانی لی رو ری
- اون جو وان در نقش جونگ ته یانگ[۳]
- سو هیو ریم در نقش‌ها یون جو
- پارک جین وو در نقش لی سو وون

### مکمل

#### اطرافیان لی رو ری
- کیم کاپ سو در نقش لی شین مو
- کیم می سوک در نقش هونگ یونگ هه
- کیم سو می در نقش یانگ چون اوک

#### اطرافیان جونگ ته یانگ
- لی ایل هوا در نقش جونگ هوا یونگ
- شیم هیونگ تاک در نقش گو جونگ دو
- سونگ کانگ در نقش کیم وو جو
- کیم جی یونگ در نقش گو اون بیول
- لی جه ریونگ در نقش کوین میلر